# Wongyeong
Wongyeong (원경), née le 29 juillet 1365 et morte le 18 août 1420, du clan Yeoheung Min, est le nom posthume de la femme du roi Taejong, troisième monarque de la période Joseon en Corée. Elle était honorée de 1400 à 1418 sous le nom Jeong (정비). Le roi Taejong est ensuite devenu roi émérite et elle a été honorée sous le nom de Hudeok Dowager (후덕왕대) jusqu'à sa mort.
Avec l'aide de la puissance militaire de son clan, elle a poussé son mari à déposer son frère, Jeongjong, qui était alors roi.
Elle est la mère du roi Sejong le Grand